# 黃俊熙 (光緒進士)
黃俊熙，廣西省桂林府臨桂縣人，清朝政治人物、進士出身。
光緒六年（1880年），参加庚辰科殿試，登進士二甲第56名。同年五月，改翰林院庶吉士。光緒九年四月，散館，著以部属用。